# Костянтин Вацлав Поклонський

Герб Поклонских «Слєповрон»

Костянтин Вацлав Водзґір-Поклонський герба Слєповрон (пол. Konstanty Wacław Wodzgir-Pokłoński; початок XVII ст. — 1662) — могилівський шляхтич, ротмістр ВКЛ, «полковник білоруський».

## Біографія
Син Юрія (Єжи) Поклонського, походив із руської православної, але спольщеної шляхти Пінського повіту, що на Берестейщині. У першій половині XVII століття, імовірно, певний час служив у польного гетьмана литовського Януша Радзивілла. На думку російського дослідника Кирила Кочегарова, через шлюб родичів Поклонський міг перебувати у родинній спорідненості з українським шляхтичем Іваном Виговським. У 1640-ві роки, мабуть, і раніше, був членом й одним із лідерів Могилівського православного братства, «приятелем» Йосипа Кононовича-Горбацького, коад'ютора Мстиславської, Оршанської та Могилівської єпархій.

### Участь у православній громаді
Упродовж першої половини XVII століття вищезгадане православне братство активно домагалося повернення могилівського Спаського собору та монастиря при нім, що раніше відійшли до унійної церкви. В січні 1650 року, після переговорів з делегацією київського митрополита, король Ян Казимир задовольнив їхні вимоги й видав універсал про повернення православним низки храмів та монастирів, зокрема і Спаської церкви з приналежними володіннями. Офіційна церемонія передачі відбулася 2 (12) травня за участі судових чиновників (возних). Цього дня, після завершення богослужіння, вчиненого греко-католицьким духовенством, на середину церкви вийшов Костянтин Поклонський, котрий зачитав королівський привілей владиці Кононовичу-Горбацькому, січневий універсал та особистий лист від короля приходу. Дана обставина засвідчує про фактичне лідерство шляхтича у могилівському братстві й дружніх взаєминах з новим єпископом, можливо, він брав участь в обранні владики.
1653 року голова могилівського православного братства Костянтин Поклонський, диякон Спаського монастиря Антоній Ласицький, бурмістр Кузьма Маркевич та райця Євсевій Шашкевич постали відповідачами перед королівським судом. Причиною позову стало протистояння візиту до Могильова смоленського унійного єпископа Андрія Кваснинського-Злотого, який намагався повернути храм «належному власнику», тобто греко-католикам. Православні зустріли владику натовпом, навіть погрожували його вбити; тому довелося втікати й шукати заступництва у королівської влади. Для розгляду цих подій до міста спрямували комісарів із Вільні: кустоша Юрія Беллазора й скарбника Яна Владислава Невельського, але братчики відмовилися підпорядковуватися указу.
Пізніше, але того ж 1653 року, Костянтин Вацлав Поклонський очолив могилівських братчиків у конфлікті навколо «переправи» через Дніпро. Королівська влада вирішила побудувати нову переправу з метою, як стверджувалося, швидшого та вільнішого транспортування на протилежний берег річки. Це позбавляло членів братства чималих прибутків, й очікувано викликало їхнє невдоволення. Упродовж декількох днів у Спаському соборі «під приводом богослужінь» йшло обговорення економічного становища, що склалося. Зрештою, вирішили знищити переправу. 11 (21) липня декілька сотень озброєних міщан на чолі з Поклонським та дияконом Антонієм Ласицьким напали на переправу, ледь не забивши обслуговувачів, й порубали її на шматки сокирами та бердишами. Не зупинившись на цьому, натовп на зворотному шляху пройшов повз двір урядових комісарів, насміхаючись та ображаючи не лише тих, але й королівську владу. Як наслідок, декретом від 3 (13) жовтня 1653 Поклонський та інші керівники братства були викликані до асесорського суду при королівському дворі. Позов вручили 10 (20) листопада, коли братчики в черговий раз засідали в Спаському соборі «у пана Поклонського».
Напевно, Поклонський не залишився осторонь і від конфлікту підданих Могилівської економії з її керівником, підстаростою Станіславом Яном Сшедзінським, якого перші звинувачували у зловживаннях й незаконних поборах. Розгляд скарг на Сшедзінського в березні 1653 року доручили тим же урядовим комісарам — Невельському й Беллазору, але вони не надто квапилися їхати в Могильов, чим викликали дорікання Яна Казимира, котрий остерігався «подальших бунтів». Зрештою, монарх Речі Посполитої назначив замість Сшедзінського нового економа — литовського кухмістра Миколая Петровського й доручив йому справу. Втім, король підозрював, що могилівські селяни скаржаться не стільки через власні потреби, а скільки підбурені кимось; на думку Кирила Кочегарова, це натяк на Костянтина Поклонського. І справді, конфлікт між новим керівником Могилівської економії Петровським з одного боку, та шляхтичем з його прихильниками з іншого, продовжив тривати.

### Московсько-польська війна
Наприкінці 1653 року в Могильові та його околицях склалася напружена ситуація, яка проявлялася у невдоволенні різних соціальних груп королівською владою: деякі війтівства опинилися на межі бунту чи повстали, міська громада в особі православного братства також вступила на шлях протистояння уряду, хоча залишається невідомим, наскільки пов'язаними були обидві течії. В умовах конфронтації з владою Речі Посполитої Костянтин Вацлав Поклонський почав шукати підтримки серед українських козаків, звернувшись до Івана Виговського. Вже на початку січня 1654 року генеральний писар Війська Запорозького у листі московському боярину Василю Бутурліну згадував Поклонського, свого свояка («повинной» в оригіналі, імовірно від польського «powinny»), «людину благочестивої віри» у Могильові, що «бажає бути під високою рукою великого государя». На рубежі травня-червня 1654 року на терени Великого князівства Литовського рушили російські війська. В червні Поклонський підняв у рідному місті бунт, але невдовзі втік на Попову Гору, де почав збирати людей. Дана місцевість розташовувалася у межах Стародубського полку, тобто перебувала під владою українського гетьмана Богдана Хмельницького.
Наміри Поклонського змінили тон керівника Могилівської економії Петровського, який писав йому, але без відповіді. Так само в серпні 1654 до шляхтича з листом звернувся Януш Радзивілл, який обурювався нечуваністю зради, й, пропонуючи гарантії безпеки та заступництво, закликав повернутися до Великого князівства Литовського. Утім, було вже запізно: 5 червня 1654 Костянтин Вацлав Поклонський разом із 14 прихильниками й слугами перейшов на московський бік. Російський посланець при Богдані Хмельницькому, стряпчий Тимофій Спасителєв мав намір відправити шляхтича безпосередньо до царя, але Іван Золотаренко віднісся до перебіжчика дещо скептично і спершу скерував до українського гетьмана. 
З деталей зустрічі відомо тільки те, що Хмельницький прийняв його і 22 липня випровадив до царя. У листі Олексію Михайловичу гетьман описував його як православного шляхтича, що «багато потерпів від супостат наших», й рекомендував прийняти якомога ласкавіше, вказуючи руській шляхті ВКЛ приклад, який варто наслідувати. На початку серпня Поклонський у супроводі 3 шляхтичів і 4 міщан отримав аудієнцію в царському таборі під Смоленськом. Олексій Михайлович зустрів його незвичайно привітно, надав звання «полковника білоруського», обдарував 100 рублів монетою та соболями, й підтвердив права на маєтності, що належали йому на праві власності. Були обдаровані і його люди. Водночас він одержав дозвіл на формування полку за козацьким зразком для вербування «шляхти й всіляких служилих людей», а так само й право на призначення командирів на власний розсуд.
Українська і російська сторона по-різному гляділи на Поклонського. Хмельницький, котрий знав шляхтича і те, що він певний час жив в Україні, сподівався, що той надалі перебуватиме у тісному зв'язку з козаками й намовлятиме міста ВКЛ підпорядковуватися гетьманській адміністрації. Москва, імовірно, ставила за мету знайти альтернативу козакам як союзникам в Білій Русі. 
Костянтин Поклонський по зустрічі з російським монархом спільно з Михайлом Воєйковим, стрільцями і юртовськими татарами подався під Могильов. Йому випало завдання встановити контакти з міщанами й схилити їх до здачі. У листах до могилівського сотника Йосипа Бушака Костянтин прохав того переконати жителів, аби вони прийняли царське підданство, проте посередника ледве не вбили. Довколишня шляхта і частина міщан залишалася вірними Речі Посполитій, проте інша частина міщан і плебс були готові відкрити вхід. Поклонський дбав і про свій підрозділ, станом на 11 серпня у ньому налічувалося до тисячі піших могилівських, чавуських і радомльських селян, озброєних бердишами, рогатинами й пищалями, була й сотня вершників. З такими силами Поклонський розмістився за три милі від міста й почав перемовини з оборонцями. Військо Поклонського перейшло на бік армії ВКЛ під час облоги Могильова.